# سكانه مرته (مسرحية)
مسرحية سكانه مرته هي أول مسرحية لفرقة المسرح الشعبي عام 1964م كتب قصتها حسين الصالح، وأعدها حواراً وأخرجها عبد الرحمن الضويحي، وقد مثلت في 30/1/1964م لمدة 29 ليلة، وقد ظهرت فيها نجمة المسرح العربي الفنانة مريم الصالح والفنانة مريم الغضبان بالإضافة إلى الممثلة الجديدة طيبة الفرج والفنان عبد العزيز النمش.

## فكرة المسرحية
بوسعود(عبد العزيز المسعود) شخصية ضعيفة متزوج من امراة متسلطة بامور البيت والأبناء (مريم الغضبان) وهو يحب زوجته جدا ويحاول ارضائها على حساب نفسه والاولاد.

## الممثلين
- عبد العزيز المسعود بدور (بو سعود)
- ابراهيم الصلال - بدور (بو صالح)
- عبد العزيز النمش - بدور (مطوعة مكية)
- مريم الصالح - بدور (سعاد)
- طيبة الفرج - بدور (شريفه)
- مريم الغضبان - بدور (ام سعود زوجة بو سعود)
- احمد الصالح - بدور (سالم)
- خليفة خليفوه - ضيف شرف
- سناء عفيفي - بدور (عائشة)
- فيحان العربيد - بدور (عوض الخادم)
- عبدالجبار عبدالمجيد - بدور (جاسم خطيب سعاد)
- حسين غلوم - بدور (ابراهيم الجار)
- خالد عبدالله الصقعبي - بدور (ولد العم، الدكتور)
- خليفة مبارك - بدور (وهيب السائق)
- جعفر نجم - بدور (المجنون)

## طاقم العمل
- تأليف - حسين الصالح
- مساعد مخرج - عبد الله خريبط
- حوار واخراج - عبد الرحمن الضويحي
- ملابس - جاسم النبهان
- ماكياج - محمد عبدالحميد
- ديكور - يوسف قاسم
- صوت - بدر موسى
- صوت - عدنان حامد

## وصلات خارجية
- المسرحية كاملة على يوتيوب
- مقال في جريدة الجريدة بعنوان أحمد الصالح: سكّانه مُرتَه أول مسرحية جماهيرية لي مع فرقة المسرح الشعبي